# ESPCI ParisTech
L'École supérieure de physique et de chimie industrielles de la ville de Paris è una delle più prestigiose università di ingegneria francesi, fondata nel 1882 da Paul Schützenberger e Charles Lauth. Il concorso dell'École polytechnique permette di accedere alla ESPCI.